# Хаависто, Хейкки
Хе́йкки Ха́ависто (фин. Heikki Haavisto; 20 августа 1935, Райсио, Турку-Пори — 22 июля 2022, Райсио, Юго-Западная Финляндия) — финский дипломат и политик; министр иностранных дел Финляндии (1993—1995).

## Биография
Родился 20 августа 1935 года в Райсио на юго-западе Финляндии.
Получил высшее образование по специальности агроном. В 1962 году получил степень кандидата юридических наук.
С 1963 по 1966 год возглавлял отдел в Raision tehtaat Oy.
С 1966 по 1975 год — генеральный секретарь Центрального Союза сельскохозпроизводителей Финляндии (МТК). С 1976 по 1994 год — председатель правления этого Союза.
С 1977 по 1980 год и с 1986 по 1990 год избирался вице-президентом Международной федерации сельхозпроизводителей, а с 1984 по 1986 годы входил в состав Совета директоров Федерации.
С 1969 года — член Центрального Совета организаций сельхозпроизводителей стран Северной Европы, а в 1977 и с 1985 по 1987 год возглавлял его.
Являлся одной из заметных фигур финского бизнеса, входил в состав руководящих органов ряда финский компаний (А/О «Мется-Серла», кооператива «Метсялиито», банка «ОКО»).
Будучи руководителем МТК активно способствовал развитию российско-финляндского сотрудничества в области сельского хозяйства.
Хотя Хаависто и не занимал каких-либо руководящих постов в партийных структурах, тем не менее имеет большой вес в партии и особенно в парламентской фракции центристов, большинство которых — аграрии.
С 4 мая 1993 по 3 февраля 1995 года — министр иностранных дел Финляндии. 27-28 мая 1993 года посетил Москву с рабочим визитом в ходе которого имел беседы с министром иностранных дел России А. В. Козыревым. В мае 1994 года сопровождал президента Финляндии М. Ахтисаари во время его официального визита в Россию.
Кроме финского, шведского и английского, владел русским языком.
Умер 22 июля 2022 года в возрасте 86 лет.

## Семья
Был женат, имел троих детей.